# 1. Panzerdivision (Bundeswehr)
La 1. Panzerdivision (in italiano: 1ª Divisione corazzata) è un'unità di fanteria corazzata delle Forze terrestri tedesche, subordinata direttamente al comando terrestre tedesco e con base a Oldenburg.

## Storia
La 1ª Divisione corazzata è stata fondata il 1º luglio 1956 come la 1. Grenadierdivision (1ª Divisione granatieri) ad Hannover, costituita da truppe provenienti dal Comando Nord della Guardia di frontiera federale del Bundesgrenzschutz. La formazione inizialmente era sotto la giurisdizione diretta del Ministero Federale della Difesa tedesco. A partire dal 15 settembre 1956, la sua struttura organizzativa fu modificata, divenendo subordinata al Comando dell'Esercito I, situato a Münster. Successivamente, il 1º ottobre 1956 tale comando assunse la denominazione di I. Korps. Nel corso della seconda struttura dell'Esercito, la 1ª Divisione fu rinominata 1. Panzergrenadierdivision (1ª Divisione granatieri corazzata) il 1º marzo 1959.
Come parte della quarta struttura dell'esercito, l'unità è stata rinominata in 1. Panzerdivision il 1º aprile 1981, il nome che detiene ancora oggi. Nel marzo 1994 la divisione è stata fusa con Comando Area di Difesa II. Questo periodo vide anche l'entrata in servizio del 1º Corpo d'armata tedesco-olandese NATO a Münster nel 1995, al quale la 1ª Divisione corazzata era subordinata in quel momento.
Nel 2015 la sede dell'unità è stata trasferita ad Oldenburg dopo lo scioglimento della 31ª Brigata aeromobile. Il 17 marzo 2016 la 43ª Brigata meccanizzata dell'esercito olandese è stata integrata nella 1ª Divisione, venendole subordinato il 414º Battaglione corazzato tedesco.

## Struttura
- Comando di divisione[6]
- 9ª Brigata corazzata d'addestramento "Niedersachsen"
  -  33º Battaglione granatieri corazzato
  -  92º Battaglione granatieri corazzato d'addestramento
  -  93º Battaglione corazzato d'addestramento
  -  203º Battaglione corazzato
  - Unità di supporto
- 21ª Brigata corazzata "Lipperland"
  -  1º Battaglione cacciatori
  -  91º Battaglione cacciatori
  -  413º Battaglione cacciatori
  -  921º Battaglione cacciatori
  - Unità di supporto
- 41ª Brigata granatieri corazzata "Vorpommern"
  -  401º Battaglione granatieri corazzato
  - 411º Battaglione granatieri corazzato
  - 908º Battaglione granatieri corazzato
  - Unità di supporto
- 43ª Brigata meccanizzata[7]
  - 43º Battaglione corazzato "Johan Willem Friso"
  - 44º Battaglione corazzato
  -  414º Battaglione corazzato
  - Unità di supporto
- 325º Battaglione artiglieria d'addestramento
- 901º Battaglione genio pesante
- 610º Battaglione comunicazioni
- 1º Battaglione di riserva

## Comandanti
- Generale di brigata Willi Mantey (luglio 1956 - marzo 1957)[2]

- Maggior generale Paul Reichelt (aprile 1957 - marzo 1959)
- Maggior generale Burkhart Müller-Hillebrand (1959 - 1961)
- Maggior generale Wilhelm Meyer-Detring (1961 - 1963)
- Maggior generale Anton D. Plato (ottobre 1963 - settembre 1966)
- Maggior generale Klaus Schubert (ottobre 1966 - marzo 1970)
- Maggior generale Horst Hildebrandt (aprile 1970 - dicembre 1972)
- Maggior generale Hans-Joachim Löser (dicembre 1972 - settembre 1974)
- Maggior generale Christian Schünemann (ottobre 1977 - settembre 1979)
- Maggior generale Heinz Kasch (ottobre 1979 - marzo 1983)
- Maggior generale Henning Ondarza (aprile 1983 - aprile 1985)
- Maggior generale Helge Hansen (maggio 1985 - settembre 1987)
- Maggior generale Hartmut Behrendt (ottobre 1987 - marzo 1991)
- Maggior generale Ernst Lissinna (aprile 1991 - marzo 1994)
- Maggior generale Hartmut Behrendt (aprile 1994 - settembre 1994)
- Maggior generale Gerd Schultze-Rhonhof (ottobre 1994 - marzo 1996)
- Maggior generale Christian Hellwig (1996 - 1999)
- Maggior generale Horst Förster (2000 - 2002)
- Maggior generale Karl Ackermann (2002 - maggio 2005)
- Maggior generale Wolf-Dieter Langheld (2005 - 2008)
- Maggior generale Markus Kneip (2008 - 2012)
- Maggior generale Carsten Jacobson (2012 - 2014)
- Maggior generale Johann Langenegger (2014 - 2017)
- Maggior generale Markus Laubenthal (2017 - 2018)[8]
- Maggior generale Jürgen-Joachim von Sandrart (2018 - 2021)[9]
- Maggior generale Heico Hübner (2021 - in carica)[10]